# Oswaldtwistle

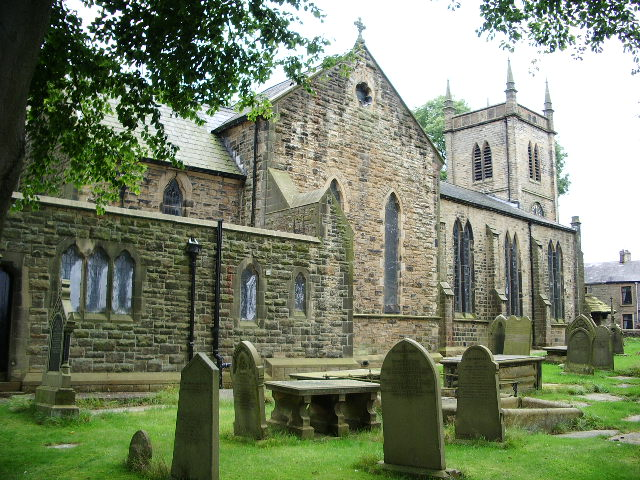
L'église paroissiale anglicane Immanuel.

Oswaldtwistle (prononcer Ozzel Twizzel[pas clair]) est une petite ville du Nord-Ouest de l'Angleterre dépendant du district de Hyndburn dans le Lancashire. Elle se trouve au bord du canal Leeds-Liverpool à 5 kilomètres à l'est/sud-est de Blackburn, et contiguë à Accrington et Church. Elle comptait 11 803 habitants en 2011.

## Histoire
La ville doit son nom à Saint Oswald, roi de Northumbrie, qui selon la tradition passa par là, précisément par le croisement du ruisseau (twistle en vieil anglais), à qui l'on donna donc son nom.

## Lande d'Oswaldtwistle

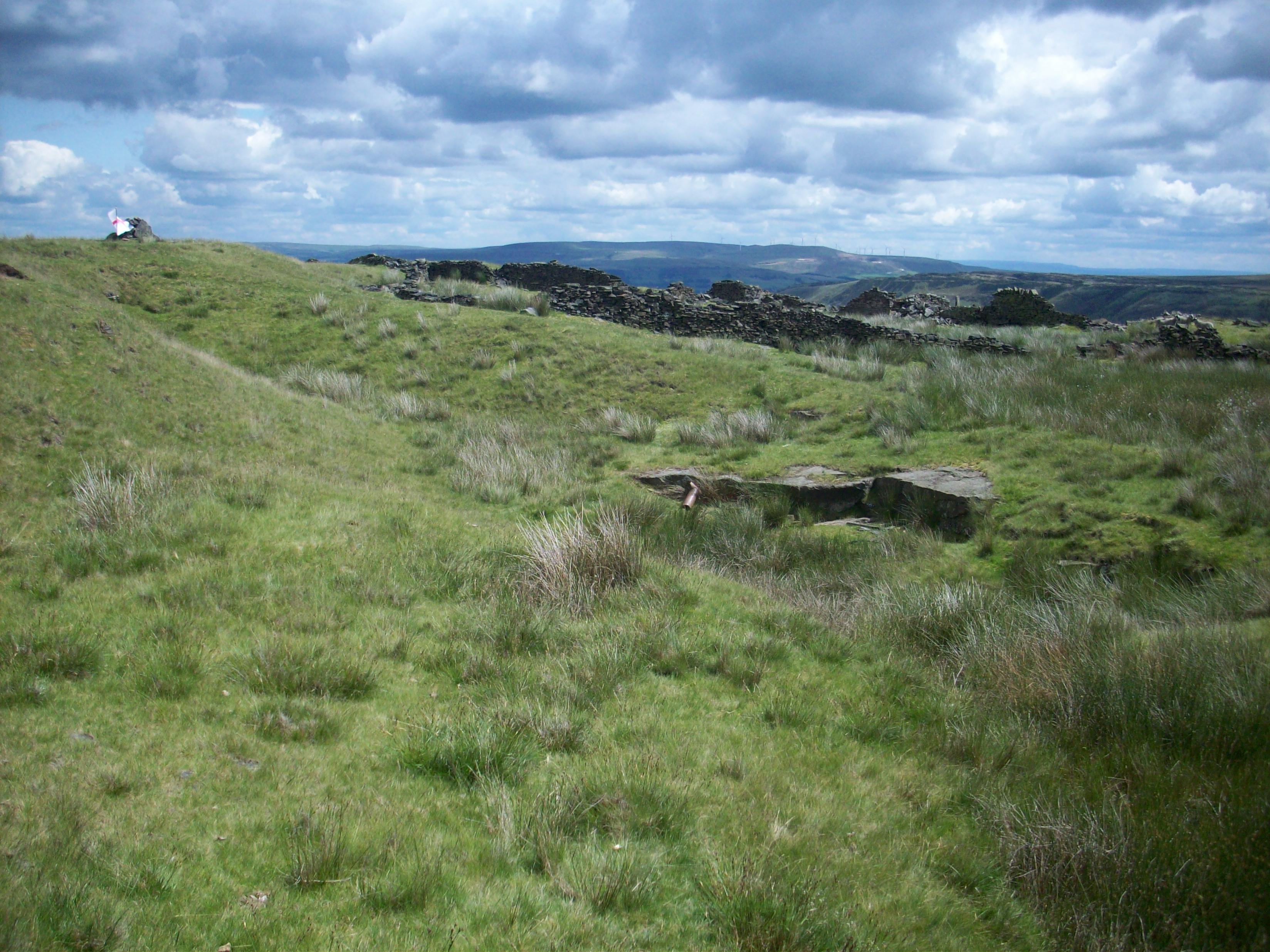
Vue de la lande en 2011.

La lande d'Oswaldtwistle est une vaste étendue élevée de lande qui commence au sud de la ville et qui confine à la lande de Haslingden. Haslingden se trouve à l'est, Haslingden Grane (portion élevée de l'ère glaciaire de la vallée de l'Ogden, à l'ouest de Haslingden) au sud, Belthorn à l'ouest. L'ensemble fait partie des West Pennine Moors. Des éoliennes ont été installées sur les hauteurs en 2012, soulevant en vain l'opposition d'une grande partie de la population locale.[réf. nécessaire]

## Personnalités liées à la ville
- Ethel Carnie Holdsworth, écrivaine, y est née en 1886[2].

## Jumelages
- Falkenberg (Suède)